# Jack Miller (Rennfahrer, 1995)
Jack Peter „Jackass“ Miller (* 18. Januar 1995 in Townsville) ist ein australischer Motorradrennfahrer, der zurzeit in der MotoGP-Klasse für Prima Pramac Racing an den Start geht. Sein bisher größter Erfolg war die Vizeweltmeisterschaft in der Moto3-Klasse 2014, als er sich nach einem engen Titelkampf dem späteren Sieger Álex Márquez geschlagen geben musste.

## Karriere

### Anfänge im Motorsport
Jack Millers motorsportliche Karriere begann im Motocross-Sport. Im Alter von acht Jahren wurde er 2003 australischer Meister in der 65-cm³-Klasse.
2008 folgte der Wechsel in den Straßenrennsport. Im darauf folgenden Jahr wurde Miller australischer Meister in der Klasse bis 125 cm³. Nach diesem Erfolg ging er nach Europa, wo er in der spanischen Meisterschaft und in der IDM antrat. 2011 wurde Miller mit einem Punkt Vorsprung auf seinen deutschen Teamkollegen Luca Amato IDM-Champion in der 125-cm³-Klasse.

### Motorrad-Weltmeisterschaft

#### 125-cm³-/Moto3-Klasse
In der Saison 2011 gab Jack Miller auf Aprilia sein Debüt in der Motorrad-Weltmeisterschaft. Fünf weitere Einsätze hatte er im selben Jahr auf Honda. Seine erste komplette Saison bestritt er 2012 im Team Caretta Technology. Am Ende der Saison belegte er mit 17 Punkten den 23. Gesamtrang. Zur Saison 2013 wechselte Miller ins Racing Team Germany von Dirk Heidolf. Dort fuhr er eine FTR-Honda und belegte am Ende der Saison mit 110 Punkten den siebten Gesamtrang. Daraufhin holte ihn Aki Ajo für 2014 in sein Team. Auf einer KTM hielt Miller den Ausgang der Meisterschaft bis zum letzten Rennen offen. Er wurde schließlich mit zwei Punkten Rückstand auf seinen spanischen Rivalen Álex Márquez Vizeweltmeister in der Moto3-Kategorie.

#### MotoGP-Klasse
Für die Saison 2015 hatte Jack Miller sowohl Angebote von Teams in der Moto2- als auch in der MotoGP-Klasse. Er entschied sich für einen Wechsel ins CWM-LCR-Honda-Team von Lucio Cecchinello. Dort fuhr er eine Honda RC213V-RS. Mit 17 Punkten beendete er seine erste Saison in der Königsklasse auf dem 19. Gesamtrang. Seine beste Saisonplatzierung war ein elfter Platz in Katalonien gewesen.
2016 wechselte Miller ins Marc VDS Racing Team und wurde Teamkollege von Esteve Rabat. In Katalonien übertraf er sein Ergebnis aus dem Vorjahr mit dem zehnten Platz. Seine beste Leistung allerdings erzielte er beim nächsten Rennen, der Dutch TT. Bei starkem Regen gewann Miller das Rennen knapp vor Marc Márquez. Damit war er der erste Fahrer seit Toni Elias 2006, dem es gelang, ein Rennen auf einem nicht werksunterstützten Motorrad zu gewinnen. Die Saison schloss er als Achtzehnter ab, nachdem er wegen Verletzungen fünf Rennen hatte auslassen müssen, und entschied das teamintere Duell gegen Rabat für sich.
Die Saison 2017 beendete Miller auf dem elften Platz, seiner bis dahin besten Endplatzierung in dieser Klasse.
Zur Saison 2018 verließ Miller Honda und wechselte zum Pramac Racing Team auf eine Ducati. Im Gegensatz zu seinem Teamkollegen Danilo Petrucci fuhr er allerdings nur ein Vorjahresmodell. Dennoch gelangen Miller zwei vierte Plätze in den ersten sechs Rennen sowie seine erste Pole-Position in der Königsklasse. Die Saison schloss er auf Platz 13 ab und unterlag damit Petrucci mit 91 zu 144 Punkten.
2019 durfte Miller nach Petruccis Wechsel ins Ducati-Werksteam erstmals auf einem aktuellen Motorrad sitzen. Sein neuer Teamkollege war der amtierende Moto2-Weltmeister Francesco Bagnaia. Nachdem der Australier beim ersten Rennen an zweiter Stelle liegend aufgrund eines kaputten Sitzes nicht ins Ziel gekommen war, fuhr er im Saisonverlauf fünf dritte Plätze ein und beendete die Saison als WM-Achter.
2020 begann Miller die Saison mit dem vierten Platz beim Großen Preis von Spanien in Jerez. Beim Großen Preis von Andalusien auf der gleichen Strecke stürzte er, während er in Tschechien Neunter wurde. Beim Großen Preis von Österreich fuhr der Australier, nachdem er den Großteil des Rennens geführt hatte, als Dritter aufs Podest. Beim Großen Preis der Steiermark duellierte sich Miller mit Pol Espargaró Rad an Rad um den Sieg. Zu Beginn des letzten Sektors lag der Australier in Führung, doch in der drittletzten Kurve überholte ihn der Spanier. Miller versuchte sofort einen Konter und lag in der letzten Kurve neben ihm. Die beiden berührten sich und verloren dadurch wertvolle Zeit, wodurch Miguel Oliveira beide überholte und das Rennen gewann, während Miller Zweiter wurde, was seine bis dahin beste Platzierung seit seinem Wechsel zu Ducati war. Miller fuhr bis Saisonende noch zwei weitere zweite Plätze und wurde Gesamtsiebter, seine bis heute beste WM-Platzierung in der Königsklasse.
2021 stieg Miller ins Ducati-Werksteam auf. Beim Großen Preis von Spanien gelang Miller sein erster Sieg seit fast einem halben Jahrzehnt.
Zur Saison 2023 wechselte Miller in das Red-Bull-KTM-Werksteam. Er unterschrieb dort einen Zweijahresvertrag und pilotiert dort eine RC16. Im vierten Saisonrennen in Jerez verbuchte er mit dem dritten Rang seinen ersten Podestplatz mit KTM. Im weiteren Saisonverlauf konnte er diese Leistung nicht wiederholen. Beim letzten Saisonrennen stürzte er in Führung liegend. Die Saison beendete er mit 163 Punkten auf Rang 11.

## Statistik

### Erfolge
- 2009 – Australischer 125-cm³-Meister
- 2011 – Deutscher 125-cm³-Meister auf Aprilia
- 10 Grand-Prix-Siege

### In der Motorrad-Weltmeisterschaft
(Stand: Großer Preis von Österreich, 17. August 2025)
| Saison | Klasse  | Team                          | Motorrad            | Rennen | Siege | Zweiter | Dritter | Poles | Schn. Rennrunden | Punkte | Position |
| ------ | ------- | ----------------------------- | ------------------- | ------ | ----- | ------- | ------- | ----- | ---------------- | ------ | -------- |
| 2011   | 125 cm³ | RZT Racing                    | Aprilia             | 1      | –     | –       | –       | –     | –                | 0      | –        |
| 2011   | 125 cm³ | Caretta Technology            | KTM                 | 5      | –     | –       | –       | –     | –                | 0      | –        |
| 2011   | 125 cm³ | Gesamtergebnis 2011           | Gesamtergebnis 2011 | 6      | –     | –       | –       | –     | –                | 0      | –        |
| 2012   | Moto3   | Caretta Technology            | Honda               | 14     | –     | –       | –       | –     | –                | 17     | 23.      |
| 2013   | Moto3   | Caretta Technology            | FTR-Honda           | 17     | –     | –       | –       | –     | –                | 110    | 7.       |
| 2014   | Moto3   | Red Bull KTM Ajo              | KTM                 | 18     | 6     | 1       | 3       | 8     | 1                | 276    | 2.       |
| 2015   | MotoGP  | LCR Honda MotoGP              | Honda               | 18     | –     | –       | –       | –     | –                | 17     | 19.      |
| 2016   | MotoGP  | Estrella Galicia 0,0 Marc VDS | Honda               | 13     | 1     | –       | –       | –     | –                | 57     | 18.      |
| 2017   | MotoGP  | Estrella Galicia 0,0 Marc VDS | Honda               | 17     | –     | –       | –       | –     | –                | 82     | 11.      |
| 2018   | MotoGP  | Pramac Racing                 | Ducati              | 18     | –     | –       | –       | 1     | –                | 91     | 13.      |
| 2019   | MotoGP  | Pramac Racing                 | Ducati              | 19     | –     | –       | 5       | –     | 1                | 165    | 8.       |
| 2020   | MotoGP  | Pramac Racing                 | Ducati              | 14     | –     | 3       | 1       | –     | 1                | 132    | 7.       |
| 2021   | MotoGP  | Ducati Lenovo Team            | Ducati              | 18     | 2     | –       | 3       | –     | –                | 181    | 4.       |
| 2022   | MotoGP  | Ducati Lenovo Team            | Ducati              | 20     | 1     | 2       | 4       | 1     | 1                | 189    | 5.       |
| 2023   | MotoGP  | Red Bull KTM Factory Racing   | KTM                 | 20     | –     | –       | 1       | –     | –                | 163    | 11.      |
| 2024   | MotoGP  | Red Bull KTM Factory Racing   | KTM                 | 19     | –     | –       | –       | –     | –                | 87     | 14.      |
| 2025   | MotoGP  | Prima Pramac Yamaha           | Yamaha              | 13     | –     | –       | –       | –     | –                | 52     | 17.      |
| Gesamt | Gesamt  | Gesamt                        | Gesamt              | 244    | 10    | 6       | 17      | 10    | 4                | 1619   |          |

Grand-Prix-Siege
| Saison | Klasse | Rennen                                                     |
| ------ | ------ | ---------------------------------------------------------- |
| 2014   | Moto3  | Katar USA-Texas Frankreich Deutschland Australien Valencia |
| 2016   | MotoGP | Niederlande                                                |
| 2021   | MotoGP | Spanien Frankreich                                         |
| 2022   | MotoGP | Japan                                                      |